# Ecliptopera wehrlii
Ecliptopera wehrlii là một loài bướm đêm trong họ Geometridae.